# DRC-MF
DRC-MF（Digital Reality Creation-Multi Function），多媒體數位真實解像技術，是新力在標準畫質时代为了使普通电视发挥出高畫質訊号水准而研发的一種影像強化技術，可藉由在影像中加入更多的像素與掃瞄線來有效提升影片的影像解析度。DRC與傳統影像處理系統不同，DRC可以即時處理影像訊號，以產生更柔和無雜訊的影像。該技術於1997年5月正式發表，新力公司於在2008年8月宣布推出全新搭載「DRC-MF v3」的「BRAVIA ENGINE 2 Pro」

## DRC-MF 技術沿革

### DRC-MF 4倍密 (1998.08)
- 對應於「WEGA ENGINE」[2]
- DRC 1050(NTSC) -垂直掃描線（1050條）和水平圖素（1440Pixels）垂直與水平解析度全比傳統電視多兩倍，影像密度增加400%，且可顯著地降低可見的掃瞄線。
- DRC 1250(PAL) - 此模式可即時將電視影像的水平與垂直解析度提高為兩倍。使用兩次交錯式掃瞄線與兩次水平像素表示配備DRC技術的電視機可以產生超高的影像品質，且可顯著地降低可見的掃瞄線。
- DRC 100 - DRC100模式使用區域加倍（field-doubling）技術或100Hz技術來為來自PAL廣播的訊號建立平順的移動影像與穩定不閃爍的靜態影像。
- DRC Progressive - DRC Progressive（DRC倍頻掃瞄）則能解決一般平面電視交錯式掃瞄時，掃瞄順序及時間無法連貫，而導致畫面容易跳動閃爍的問題。DRC Progressive循序掃瞄科技將交錯式掃瞄訊號轉換成連續式訊號，消除影像閃動現象，展現穩定逼真的畫面。

### DRC-MF v1 (2001.04)
- 對應於「WEGA ENGINE」、「BRAVIA ENGINE」、「BRAVIA ENGINE EX」、「BRAVIA ENGINE 2 EX」[3]
- 將家用第四台類比訊號、DVD影片…等標準 SD 訊號來源，同步倍頻強化為HD高等級影像

### DRC-MF v2 (2004.08)
- 對應於「WEGA ENGINE HD」[4]
- 480i標準畫質（SD）訊號倍密成720p/1080i高畫質（HD）訊號。

### DRC-MF v2.5 (2006.05)
- 對應於「WEGA ENGINE HD」、「BRAVIA ENGINE Pro」[5]
- 完全對應1080/60p與1080/24p數位訊號
- 高畫質倍頻處理。所有過程同步在千分之一秒將所有影像自動調校達到真實的1080P高畫質，能支援不同影像訊號輸入，提高彩度、強化銳利度、加強對比...等，將所有影像加倍成清晰而精細畫面，達到未來數位影像最高規格 1080P。

### DRC-MF v3.0 (2008.08)
- 對應於「BRAVIA ENGINE 2 Pro 」[6]
- 完全對應1080/60p與1080/24p數位訊號
- 最新高畫質倍頻處理技術，不僅將所有訊號來源自動昇級為 1080p 影像外，更強化動態影像清晰度、抑制鏡頭 中細微處的雜訊、提高彩度、加強色彩對比及銳利度、柔化字幕邊緣…等全新功能。

## 備註
- 同樣是一樣的影像處理晶片，但是搭載的DRC版本不一定一樣

例如：香港的KLV-40X200A的影像處理晶片為BRAVIA ENGINE搭載的DRC版本v1，同時期的機種KLV-40S200A的影像處理晶片為BRAVIA ENGINE但卻沒有搭載的DRC。
- DRC也有獨立使用的狀況

例如：日本的BDZ-X95（藍光錄放影機）、BDZ-X100（藍光錄放影機）就有內建DRC-MF v3版本。
- SONY從1994年至今總共推出過10顆DRC晶片

1994年的DRC (CXD2060G)
1995年的DRC (CXD2061Q)
1996年的DRC (CXD2062Q)
1997年的DRC (CXD2083Q)
1998年的DRC-MF (CXD2090Q)
2000年的DRC-MFv1 (CXD2097Q)
2002年的DRC-MFv2 (CXD3803GB)
2006年的DRC-MFv2.5 (CXD3816GB)
2008年的DRC-MFv3 (CXD3821GB)
2011年的DRC (CXD90001G)

## 相關連結
- 新力
  - WEGA
  - BRAVIA
- 高清晰度電視
- 數位電視